# Callicebus urubambensis
Callicebus urubambensis (Тіті урубамбський) — рід широконосих мавп родини Сакієві (Pitheciidae).

## Етимологія
Названий на честь річки Урубамба, яка протікає через область проживання виду..

## Опис
Голотип має довжину голови і тіла 30 см і 40 см довжиною хвіст. Хутро коричневе, темніше на кінцівках. Шкіра обличчя чорна, вуха покриті довгими чорними волосками, підборіддя коричневе. Хутро в безпосередній близькості від хвоста чорне і змішується з невеликою кількістю коричнюватого, стаючи до кінця все більш і більш сірим. Хвіст білий. Кисті рук і внутрішні сторони рук чорні. Очі чорні, а райдужна оболонка світло-коричнева.

## Поширення
Ендемік Перу. Живе в невеликій області в басейні річки Амазонки в центральній частині Перу. Населяє низинні ліси.